# 789 Лена
789 Лена (789 Lena) — астероїд головного поясу, відкритий 24 червня 1914 року.
Тіссеранів параметр щодо Юпітера — 3,334.